# Strupčice
Strupčice (en allemand : Trupschitz) est une commune du district de Chomutov, dans la région d'Ústí nad Labem, en Tchéquie. Sa population s'élevait à 1 053 habitants en 2021.

## Géographie
Strupčice se trouve à 9 km à l'est de Chomutov, à 43 km au sud-ouest d'Ústí nad Labem et à 79 km au nord-ouest de Prague.
La commune est limitée par Vrskmaň au nord, par Malé Březno et Havraň à l'est, par Velemyšleves au sud, et par Bílence, Všestudy et Pesvice à l'ouest.

## Histoire
La première mention écrite du village remonte à 1352.

## Administration
La commune se compose de quatre quartiers :
- Hošnice
- Okořín
- Strupčice
- Sušany

## Transports
Par la route, Strupčice se trouve à 13 km de Chomutov, à 57 km d'Ústí nad Labem et à 88 km de Prague.